# Ewa Szydłowska
Ewa Szydłowska (ur. 3 marca 1960 w Gliwicach) – polska lekkoatletka, biegaczka średnio- i długodystansowa.

## Życiorys
Początkowo startowała w biegu na 1500 m i na 3000 m, ale później stała jedną z pierwszych w Polsce specjalistek od biegu maratońskiego.
Wystąpiła na mistrzostwach Europy juniorów w 1977 w Doniecku, gdzie zajęła 6. miejsce w biegu na 1500 m.
Zdobyła mistrzostwo Polski na 3000 m w 1980. Na pierwszych mistrzostwach Polski w maratonie kobiet w 1981 zdobyła srebrny medal za Anną Bełtowską-Król. Była mistrzynią w tej konkurencji w 1987. Zdobyła również srebrny medal w biegu przełajowym na 2,5 km w 1979 oraz brązowe medale na 1500 m w 1980, na 3000 m 1983, w maratonie w 1988 oraz w biegu przełajowym na 2 km w 1981 i na 4 km 1985. W hali była wicemistrzynią Polski na 1500 m w 1977 oraz brązową medalistką na 3000 m w 1982 i na 1500 m w 1983.
Startowała w Pucharze Europy w maratonie w 1988 w Huy, gdzie zajęła 16. miejsce.
Była halową rekordzistką Polski juniorek w biegu na 800 metrów, wynikiem 2:10,3, uzyskanym 25.01.1976 (wynik ten poprawiła 24.02.2001 Agata Kiedrowicz, uzyskując wynik 2:08,79) oraz w biegu na 1500 metrów, wynikiem 4:24,8, uzyskanym 21.01.1979 (wynik ten poprawiła 27.01.2007 Danuta Urbanik, wynikiem 4:23,01.
Rekordy życiowe:
- bieg na 1500 metrów – 4:15,0 (19 sierpnia 1978, Poznań)
- bieg na 3000 metrów – 9:16,95 (31 sierpnia 1980, Łódź)
- bieg na 5000 metrów – 16:21,20 (31 sierpnia 1985, Sopot)
- bieg na 10 000 metrów – 34:26,82 (30 lipca 1988, Sopot)
- bieg maratoński – 2:36:51 (27 marca 1988, Dębno)

Była zawodniczką klubów: Piast Gliwice i Bałtyk Gdynia.